# Боротьба на літніх Олімпійських іграх 2020
Змагання з боротьби на літніх Олімпійських іграх 2020 відбувалися з 1 по 7 серпня 2021 року. Було розіграно 18 комплектів нагород.

## Медальний залік
| Місце  | Країна | Золото | Срібло | Бронза | Загалом |
| ------ | ------ | ------ | ------ | ------ | ------- |
|        |        | 0      | 0      | 0      | 0       |
| Всього | Всього | 0      | 0      | 0      | 0       |

## Медалісти

### Чоловіки
Вільна боротьба
| Дисципліна           | Золото                    | Срібло                           | Бронза                    |
| -------------------- | ------------------------- | -------------------------------- | ------------------------- |
| до 57 кг докладніше  | Заур Угуєв (ROC)          | Раві Кумар Дахія (IND)           | Нуріслам Санаєв (KAZ)     |
| до 57 кг докладніше  | Заур Угуєв (ROC)          | Раві Кумар Дахія (IND)           | Томас Гілман (USA)        |
| до 65 кг докладніше  | Такуто Отогуро (JPN)      | Гаджі Алієв (AZE)                | Гаджимурад Рашидов (ROC)  |
| до 65 кг докладніше  | Такуто Отогуро (JPN)      | Гаджі Алієв (AZE)                | Баджранг Кумар (IND)      |
| до 74 кг докладніше  | Заурбек Сідаков (ROC)     | Магомедхабіб Кадимагомедов (BLR) | Кайл Дейк (USA)           |
| до 74 кг докладніше  | Заурбек Сідаков (ROC)     | Магомедхабіб Кадимагомедов (BLR) | Бекзод Абдурахмонов (UZB) |
| до 86 кг докладніше  | Девід Тейлор (USA)        | Хассан Яздані (IRI)              | Артур Найфонов (ROC)      |
| до 86 кг докладніше  | Девід Тейлор (USA)        | Хассан Яздані (IRI)              | Майлс Амін (SMR)          |
| до 97 кг докладніше  | Абдулрашид Садулаєв (ROC) | Кайл Снайдер (USA)               | Рейнеріс Салас (CUB)      |
| до 97 кг докладніше  | Абдулрашид Садулаєв (ROC) | Кайл Снайдер (USA)               | Абрахам Коньєдо (ITA)     |
| до 125 кг докладніше | Гейбл Стівесон (USA)      | Гено Петріашвілі (GEO)           | Амір Хоссейн Заре (IRI)   |
| до 125 кг докладніше | Гейбл Стівесон (USA)      | Гено Петріашвілі (GEO)           | Таха Акгюль (TUR)         |

Греко-римська боротьба
| Подія                | Золото                     | Срібло                 | Бронза                     |
| -------------------- | -------------------------- | ---------------------- | -------------------------- |
| до 60 кг докладніше  | Луїс Орта (CUB)            | Кен'їтіро Фуміта (JPN) | Валіхан Саїліке (CHN)      |
| до 60 кг докладніше  | Луїс Орта (CUB)            | Кен'їтіро Фуміта (JPN) | Сергій Ємелін (ROC)        |
| до 67 кг докладніше  | Мохаммед Реза Гераеї (IRI) | Парвіз Насібов (UKR)   | Франк Штеблер (GER)        |
| до 67 кг докладніше  | Мохаммед Реза Гераеї (IRI) | Парвіз Насібов (UKR)   | Мохамед Ельсайєд (EGY)     |
| до 77 кг докладніше  | Тамаш Лерінц (HUN)         | Акжол Махмудов (KGZ)   | Шохей Ябіку (JPN)          |
| до 77 кг докладніше  | Тамаш Лерінц (HUN)         | Акжол Махмудов (KGZ)   | Рафік Гусейнов (AZE)       |
| до 87 кг докладніше  | Жан Беленюк (UKR)          | Віктор Льоринц (HUN)   | Деніс Кудла (GER)          |
| до 87 кг докладніше  | Жан Беленюк (UKR)          | Віктор Льоринц (HUN)   | Зураб Датунашвілі (SRB)    |
| до 97 кг докладніше  | Муса Євлоєв (ROC)          | Артур Алексанян (ARM)  | Тадеуш Михалик (POL)       |
| до 97 кг докладніше  | Муса Євлоєв (ROC)          | Артур Алексанян (ARM)  | Мохаммед Хаді Сараві (IRI) |
| до 130 кг докладніше | Оскар Піно (CUB)           | Якоб Каджая (GEO)      | Риза Каяалп (TUR)          |
| до 130 кг докладніше | Оскар Піно (CUB)           | Якоб Каджая (GEO)      | Сергій Семенов (ROC)       |

### Жінки

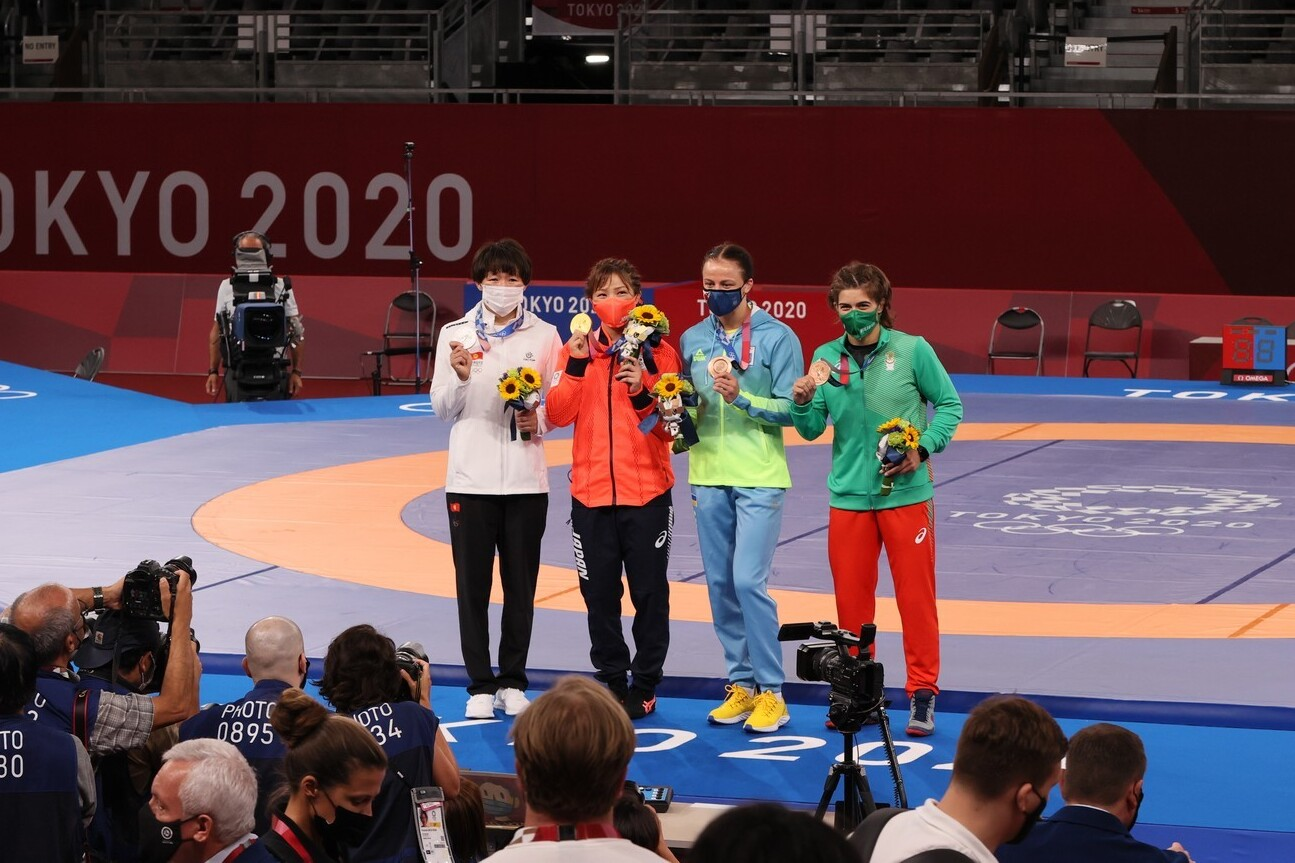

Вільна боротьба
| Подія               | Золото                    | Срібло                   | Бронза                     |
| ------------------- | ------------------------- | ------------------------ | -------------------------- |
| до 50 кг докладніше | Юї Сусакі (JPN)           | Сунь Янань (CHN)         | Марія Стадник (AZE)        |
| до 50 кг докладніше | Юї Сусакі (JPN)           | Сунь Янань (CHN)         | Сара Гільдебрандт (USA)    |
| до 53 кг докладніше | Маю Мукайда (JPN)         | Пан Цяньюй (CHN)         | Ванесса Колодинська (BLR)  |
| до 53 кг докладніше | Маю Мукайда (JPN)         | Пан Цяньюй (CHN)         | Бат-Очирин Болортуяа (MGL) |
| до 57 кг докладніше | Рісако Кавай (JPN)м       | Ірина Курочкіна (BLR)    | Гелен Мароуліс (USA)       |
| до 57 кг докладніше | Рісако Кавай (JPN)м       | Ірина Курочкіна (BLR)    | Евеліна Ніколова (BUL)     |
| до 62 кг докладніше | Юкако Кавай (JPN)         | Айсулуу Тинибекова (KGZ) | Ірина Коляденко (UKR)      |
| до 62 кг докладніше | Юкако Кавай (JPN)         | Айсулуу Тинибекова (KGZ) | Тайбе Юсейн (BUL)          |
| до 68 кг докладніше | Таміра Менса (USA)        | Блессінг Оборудуду (NGR) | Алла Черкасова (UKR)       |
| до 68 кг докладніше | Таміра Менса (USA)        | Блессінг Оборудуду (NGR) | Меерім Жуманазарова (KGZ)  |
| до 76 кг докладніше | Аліне Роттер-Фоккен (GER) | Аделіна Грей (USA)       | Ясемін Адар (TUR)          |
| до 76 кг докладніше | Аліне Роттер-Фоккен (GER) | Аделіна Грей (USA)       | Чжоу Цянь (CHN)            |